# Missions espanyoles a Florida

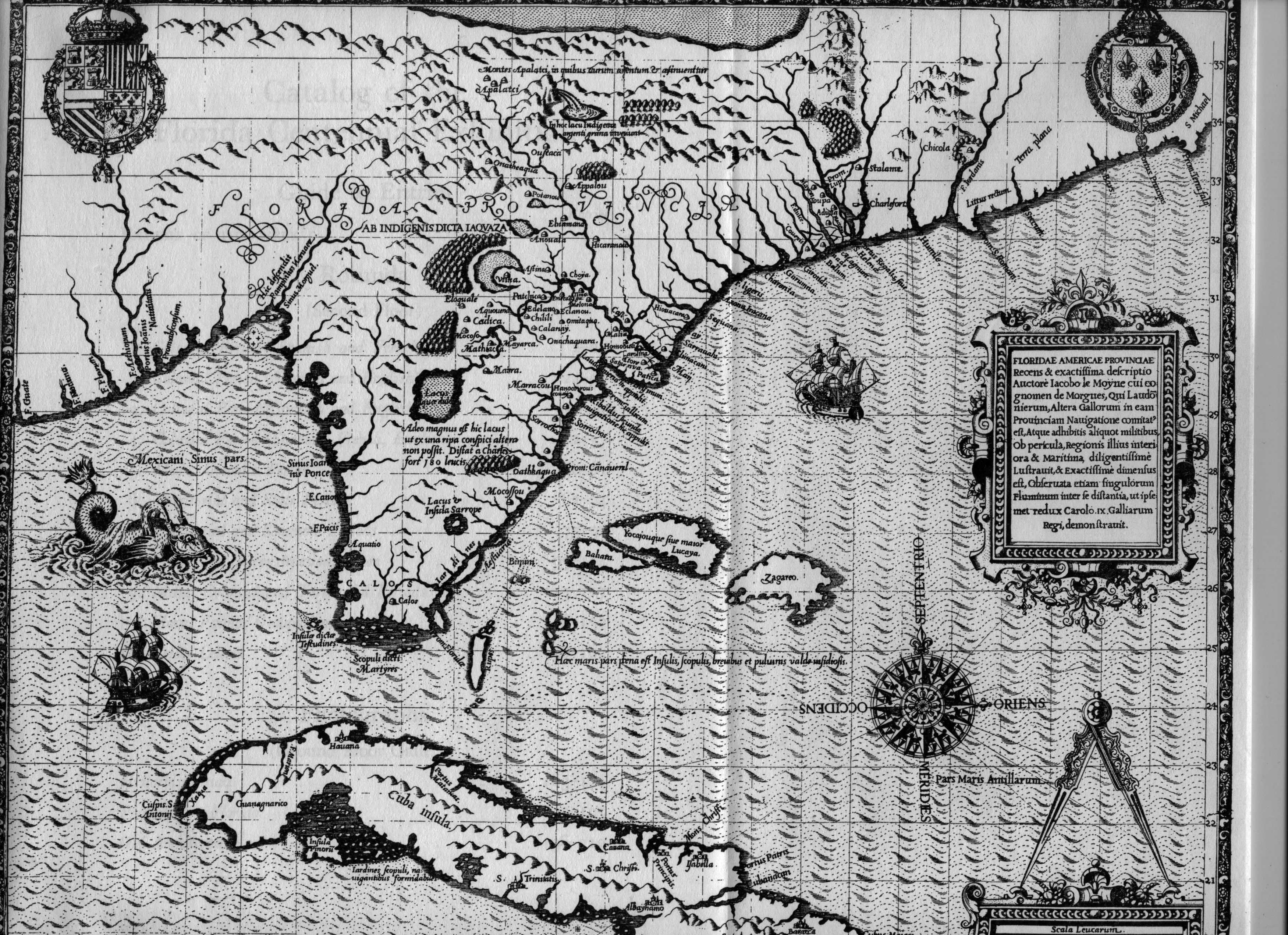
Mapa de 1591 de Florida.

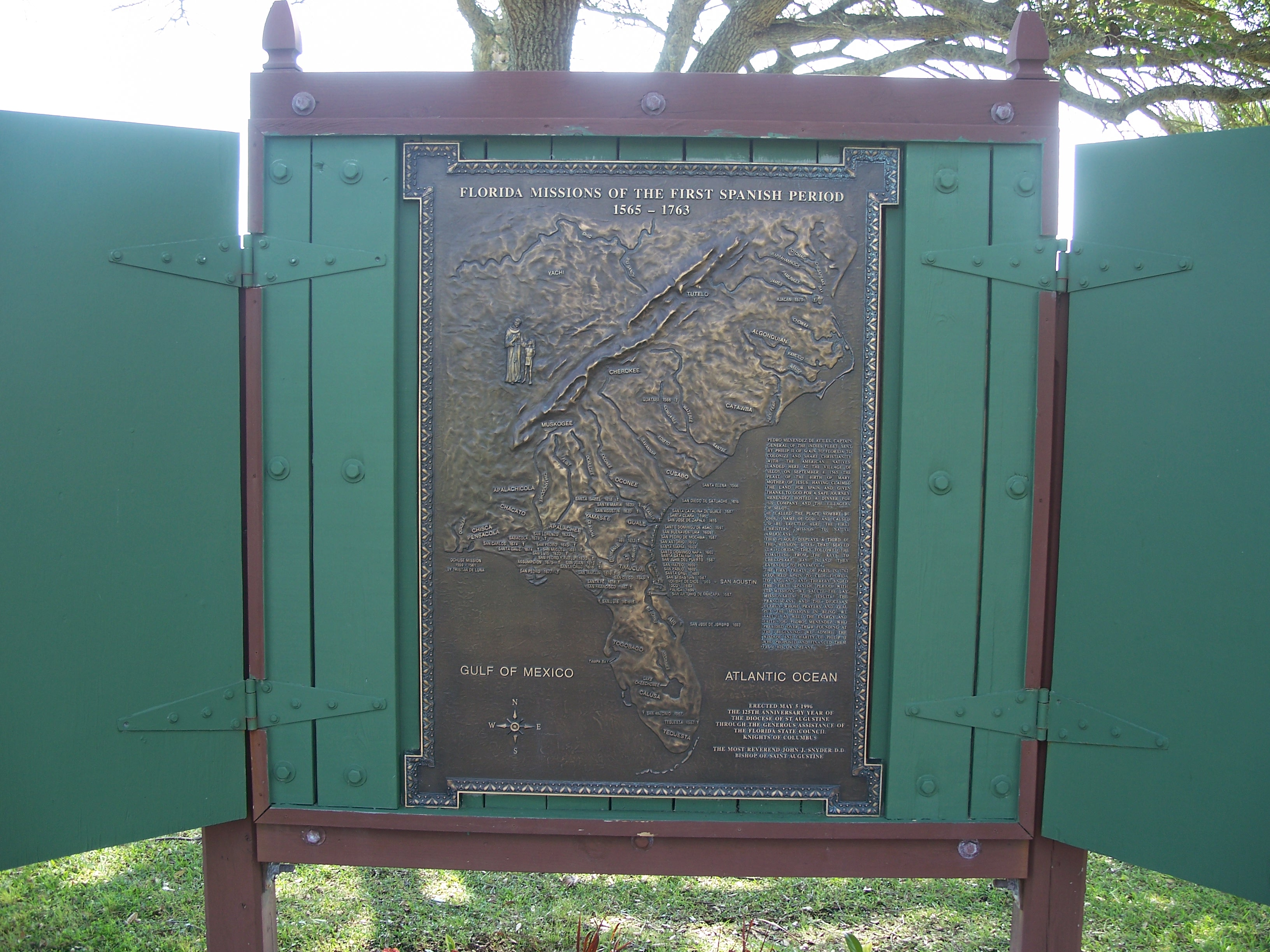
Placa mostrant la localització d'un terç de les missions entre 1565 i 1763

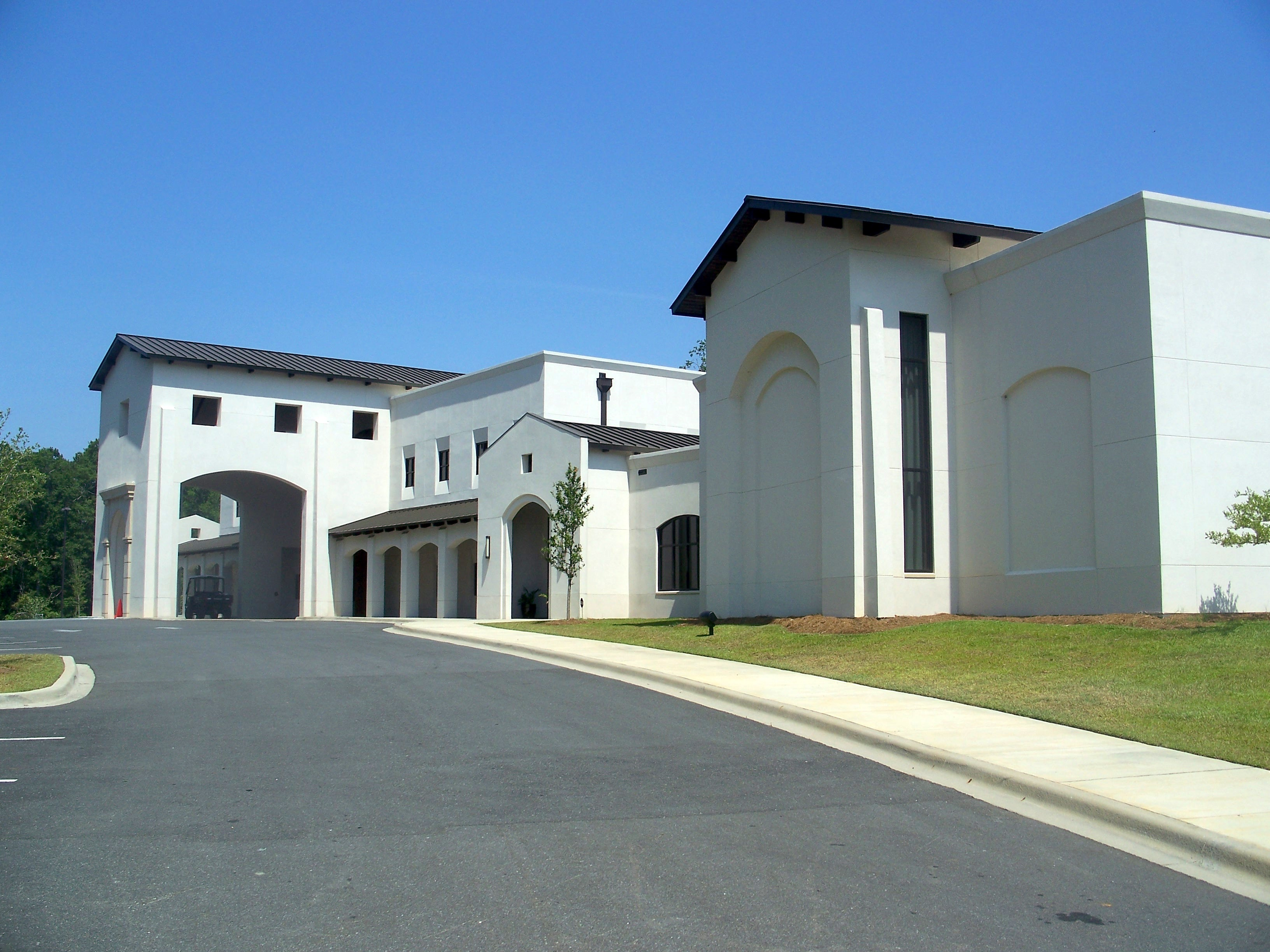
Missió de San Luis a Tallahassee

Les Missions espanyoles a Florida són les missions establertes des del segle XVI a La Florida per part de la Corona espanyola amb la finalitat d'expandir-se territorialment i econòmicament cap al nord del continent americà i convertir als nadius de la zona al catolicisme. També complien la funció de prevenir-ne la conquesta pels francesos i els britànics.

## Història

### Establiment
Al començament del segle xvi, el rei d'Espanya va establir un nombre de missions en la Florida espanyola amb l'objecte de convertir als indígenes al cristianisme i per facilitar el control de l'àrea i prevenir la seva colonització per altres països, en particular, Anglaterra i França. La Florida espanyola originalment va incloure una bona part del que és avui el sud-oest dels Estats Units, encara que Espanya mai va exercir per llarg temps el control efectiu, més enllà del que és la part nord de l'Estat de Florida des de San Agustín a l'àrea al voltant de l'actual Tallahassee, el sud-est de Geòrgia i alguns establiments costaners, com Pensacola. Un grup d'efímeres missions van ser establertes en altres localitzacions, incloent la Missió de Santa Elena en l'actual Carolina del Sud, al voltant de la península de Florida i a l'interior de Geòrgia i Alabama.
L'establiment d'aquestes missions va començar poc després de la fundació de San Agustín en 1565. Al principi, van estar a càrrec dels jesuïtes, però van ser substituïts pels franciscans. Aquests van entrar a la zona en 1573, començant en les missions Guale i Timucua i cap al 1633 ja havien establert diverses missions a la Província Apalachee.

### Organització

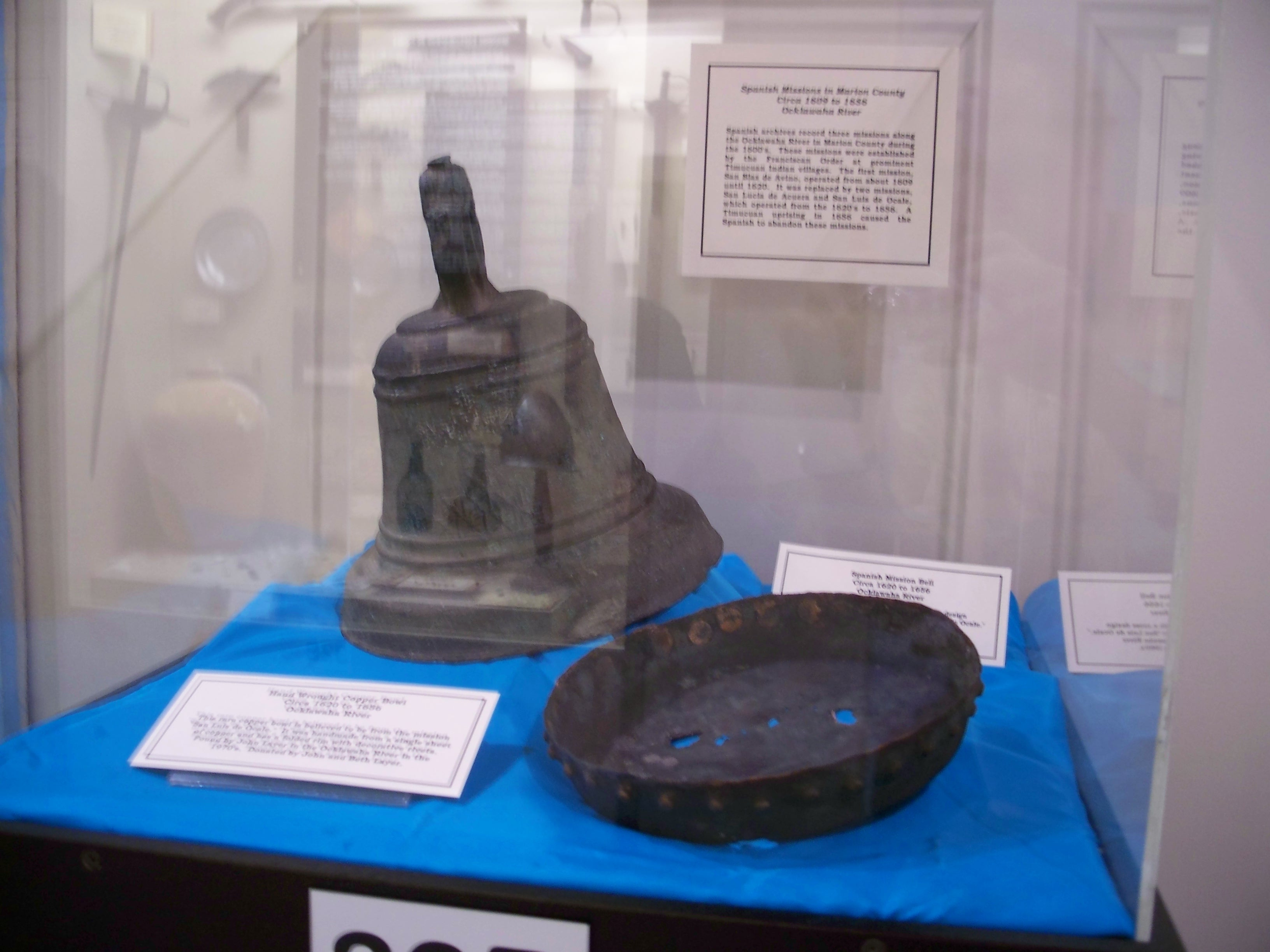
Campana i recipient de coure originaris de la missió de "San Luis de Ocale", exposats al museu de Silver River State Park, a Silver Springs, Florida.

Les missions del que avui és en nord de Florida i el sud-est de Geòrgia van ser dividides en quatre províncies: Apalachee, Guale, Mayaca-Jororo i Timucua. Aquestes províncies corresponen més o menys a les àrees en què es parlaven les llengües dels pobles Apalachee, Guale, Mayaca i Timucua. La Província Apalachee ocupava la part més oriental del que avui és la Florida occidental, al llarg de la costa del Golf de Mèxic des del riu Aucilla fins al riu Apalachicola. La Província de Guale consistia en la majoria de les illes marines de Geòrgia i la costa adjacent i incloïa algunes missions entre els yamasee també com entre els guale. La Província Timucua s'estenia al llarg de la costa de l'oceà Atlàntic des de la part més meridional de Geòrgia fins a just al sud de San Agustín, creuant el nord de Florida fins al riu Aucilla, i al sud a l'interior de la península de Florida al llarg del riu San Juan i el seu tributari, el riu Oklawaha. la Província Mayaca-Jororo ocupava una àrea just al sud del llac George.

## Les missions
Les primeres missions espanyoles entre els indígenes de la Florida van començar poc després de la fundació de Sant Agustín en 1565, dutes a terme per la Companyia de Jesús. A causa de l'hostilitat dels indígenes i al fet que diversos missioners van ser assassinats, els jesuïtes es van retirar de la missió de la Florida en 1572. Els frares franciscans van entrar en la Florida en 1573, però al principi van confinar les seves activitats al veïnatge immediat de San Agustín. Els franciscans van començar predicant entre els guale i els timucua al llarg de la costa atlàntica en 1587. A partir de 1606 els franciscans van expandir els seus esforços missioners cap a l'occident creuant el territori timucua i pel 1633 havien establert missions a la Província Apalachee. El sistema missioner va funcionar al llarg del segle xvii, però va col·lapsar a principis del segle xviii després que les incursions de soldats de la província de Carolina i dels seus aliats indígenes van despoblar les tres províncies.
El sistema i establiment de missions es va mantenir actiu fins al segle xviii, quan els constants atacs de la província de Carolina van fer de Florida una zona molt insegura per a aquell tipus d'activitats.

### Períodes

El territori de la Florida Occidental en 1767.

Van existir almenys 124 missions en el sud-est dels Estats Units durant el primer període d'ocupació espanyola de la Florida entre 1565 i 1763. Un intent missioner previ a 1565 es va realitzar en 1526, però les quatre missions fundades van ser abandonades en menys de 18 mesos.
Els esforços missioners posteriors poden dividir-se en quatre períodes cronològics:
- Primer període missioner 1566-1587: es van establir 13 missions, de les quals van arribar només tres a 1587. La majoria dels missioners d'aquest període eren jesuïtes, qui van abandonar la Florida en 1572, arribant els franciscans a partir de 1573.
- Segon període missioner 1587-1616: es van establir 50 missions, encara que molts indígenes van ser convertits, una rebel·lió guale va costar la vida a 5 missioners i les missions de la costa georgianes van ser abandonades. Una epidèmia que va tenir lloc entre 1612-1616 va matar a uns 10.000 indígenes i missioners.
- Tercer període missioner 1616-1655: va ser un període d'intensa activitat missionera, però una altra desconeguda epidèmia entre 1649 i 1650 va tenir un efecte devastador entre les missions.
- Quart període missioner 1656-1702: es van establir 29 missions. Des de 1680 va començar la pressió esclavista dels anglesos de Carolina del Sud i els seus aliats indígenes que van destruir totes les missions supervivents entre 1680 i 1706. En iniciar-se la Guerra de la Reina Anna la Florida estava poblada per 1.500 espanyols i 20.000 indígenes en les missions (choctaws, timucua, apalachee, natchez i altres).[8] Els indígenes missioners que van escapar als esclavistes o no van ser assassinats, es van refugiar en el veïnatge de San Agustín, la qual cosa va fer que pel 1706 hagués cessat completament l'activitat missionera.[9]

L'expedició anglesa al comandament del governador de Carolina del Sud James Moore (50 blancs i 1.000 creeks) de 1704 destruí 14 missions, mato a centenars dels seus habitants i va forçar el desplaçament de més de 9.000 indis i uns altres 4.000, principalment dones i nens, van ser capturats i esclavitzats. En 1708 més d'1.400 servien en les plantacions de Carolina del Sud, sent un terç del total dels esclaus.

### Població
Estimació de la població de les missions espanyoles de la Florida durant el segle xvii:
| Data | Població | Data | Població |
| ---- | -------- | ---- | -------- |
| 1602 | 2.074    | 1608 | 4.000    |
| 1617 | 8.000    | 1630 | 20.000   |
| 1635 | 30.000   | 1655 | 26.000   |
| 1675 | 13.152   | 1681 | 7.374    |

## Poblacions missioneres de La Florida
- Asunción de Puerto (Chatots)
- Santa Ana de Potano.[13]
- San Antón de Carlos (Calusa)
- San Antonio de Anacape/Enacape (Agua Dulce/Utina)
- San Antonio de Bacuqua
- San Augustín de Ahoica
- San Augustín de Urihica
- San Blás de Avino (Acuera)
- San Buenaventura de Guadalquini
- San Buenaventura de Potano
- San Carlos de los Chacatos
- San Carlos de Yatcatani
- Santa Catalina de Afuerica.[14]
- Santa Catalina de Guale (St. Catherines Island)
- Santa Clara de Tupiqui.[15]
- Cofa
- La Concepción de Ayubale
- Santa Cruz de Ajohica
- Santa Cruz de Cachipile
- Santa Cruz de Capoli
- Santa Cruz de Tarihica
- San Damián de Cupaica (... de Cupahica) (... de Escambi)
- San Diego de Helaca/Laca, més tard traslladada a San Diego de Salamototo
- San Diego de Satuache.[16]
- Santo Domingo de Talaje (riu Altamaha)
- Santo Domingo de Asao
- Santa Elena de Machaba.[17]
- La Encarnación a la Santa Cruz de Sábacola (Chatots)
- Santa Fé de Toloca/Teleco/Toloco
- San Felipe de Athulutheca
- San Francisco de Chuaquin
- San Francisco de Oconi
- San Francisco de Potano (Potano)
- San Ildefonso de Chamini/Chamile
- La Encarnación a la Santa Cruz de Sábacola
- Santa Isabel de Utinahica
- San Joseph de Ocuya (San José de Ocuya)
- San Joseph de Sapala (San José de Zapala)
- San Juan De Aspalaga
- San Juan (de) Guacara
- San Juan del Puerto
- San Lorenzo de Ibihica
- San Lorenzo de Ivitachuco
- Santa Lucía de Acuera
- San Luis de Apalachi
- San Luis de Eloquale (Acuera)
- San Luis de Talimali (Apalachee)
- Santa María
- Santa María de Ayubale
- Santa María de Loreto (Tequesta)
- Santa María de los Ángeles de Arapaha
- San Martín de Ayaocuto
- San Martín de Timucua/Ayacutu
- San Martín de Tomole
- San Matheo de Tolapatafi
- San Miguel de Asile
- San Miguel de Potano
- San Nicolás de Tolentino
- Nombre de Dios
- (La Natividad de) Nuestra Señora (de Guadalupe) de Tolomato
- San Pedro de los Chines
- San Pedro de Mocama (avui Illa Cumberland)
- San Pedro de Potohiriba
- San Pedro y San Pablo de Patale (San Pedro de Patali)
- La Purificación de Tama
- San Salvador de Mayaca
- San Sebastián
- Santiago de Oconee